# Oenopota cingulata
Oenopota cingulata é uma espécie de gastrópode do gênero Oenopota, pertencente a família Mangeliidae.